# Reinhold Hintermaier
Reinhold Hintermaier (Altheim, Austria; 14 de febrero de 1956) es un exfutbolista y entrenador austriaco que jugaba en la posición de centrocampista.

## Carrera

### Club
Inició su carrera profesional en 1973 con el SK VÖEST Linz, equipo con el que salió campeón de liga en la temporada de 1974, continuando en el club hasta 1979 donde anotó 18 goles en 123 partidos.
En 1979 viaja a Alemania Federal para jugar con el FC Núremberg, con quien jugó cinco temporadas en las que jugó 109 partidos y anotó 15 goles. En 1984 se une al Eintracht Braunscheweig por dos temporadas en las que jugó 63 partidos y anotó tres goles.
En 1986 juega con el 1. FC Saarbrücken con el que jugó 52 partidos y anotó dos goles en dos temporadas. Estuvo inactivo hasta 1992 cuando firmó con el FC Núremberg como jugador/entrenador en donde anotó un gol en 19 partidos hasta su retiro en 1995.

### Selección nacional
Jugó para Austria de 1978 a 1982 donde jugó 15 partidos y anotó un gol, el cual fue en la Copa Mundial de Fútbol de 1982 ante Irlanda del Norte en el empate 2-2 en la segunda ronda.

### Entrenador
Oficialmente como entrenador dirigió al FC Núremberg en 1996, pasando después al SpVgg Greuther Fürth al que dirigió por dos años. En 2001 es el entrenador del ASV Neumarkt.
En 2004 regresa al FC Núremberg al que dirige por seis años para luego entrenar al SK Lauf en 2010 por dos temporadas. De 2012 a 2015 dirige al 1. SC Feucht y en 2016 vuelve al FC Núremberg.

## Logros
- Bundesliga de Austria: 1

1974